# Carcinoma pulmonar de células grandes

Gráfico circular de la incidencia de cáncer de pulmón, tipos ordenados por subtipos histológicos, a su vez ordenados en cuántos son no fumadores frente a fumadores - definidos como fumadores actuales o antiguos fumadores de más de 1 año de duración

El carcinoma pulmonar de células grandes, o también, cáncer de pulmón de células grandes, es un tipo de carcinoma pulmonar no microcítico, uno de los dos grandes grupos en los que se clasifica el cáncer de pulmón.

## Características
FrecuenciaDel 10 al 25% del total. Es el menos frecuente de los cuatro tipos.
Localización50% de los casos es periférico (es más frecuente periférico) y 50% es central.
HistologíaEstá formado por células grandes poligonales, con núcleo grande vesicular con nucléolo prominente. Algunos tienen mucina intranuclear. El citoplasma es abundante. Algunas  células son pleomórficas, PAS(+). Existen distintos tipos de carcinoma de células grandes como carcinoma de células gigantes (células multinucleares), Carcinoma de células claras y carcinoma de  células fusiformes.
OrigenProbablemente representan carcinomas epidermoides y adenocarcinomas tan indiferenciados que no puedan ya identificarse como tales.
ComplicacionesSuele cavitarse en el 30% de los casos como el carcinoma epidermoide.
DiseminaciónPor vía hemática. Es de crecimiento lento y menos maligno que el cáncer de pulmón de células pequeñas.
- Datos: Q6488975
- Multimedia: Large-cell lung carcinoma / Q6488975